# Luidia maculata
Luidia maculata is een kamster uit de familie Luidiidae.
De wetenschappelijke naam van de soort werd in 1842 gepubliceerd door Johannes Peter Müller & Franz Hermann Troschel.